# Архиепархия Фэгэраша и Алба-Юлии
Архиепархия Фэгэраша и Алба-Юлии (лат. Archidioecesis Fagarasiensis et Albae Iuliensis Romenorum) — архиепархия Румынской грекокатолической церкви с центром в городе Блаж, Румыния. В митрополию Фэгэраша и Алба-Юлии входят епархии Клуж-Герлы, Лугожа, Марамуреша, Оради и епархия Василия Великого с центром в Бухаресте. Архиепархию Фэгэраша и Алба-Юлии возглавляет верховный архиепископ Румынской католической церкви кардинал Лучиан Мурешан.

## История

Территория архиепархии распространяется на центр и северо-восток страны

В XVII веке, после вхождения части трансильванских православных румын в полное общение со Святым Престолом, была учреждена епархия Алба-Юлии.
18 мая 1721 года епархия Алба-Юлии была переименована в епархию Фэгэраша.
26 ноября 1853 года епархия Фэгэраша была возведена в ранг архиепархии, уступив часть территории новоучреждённой епархии Лугожа. 19 декабря того же года архиепархия Фэгэраша уступила часть территории новоучреждённой епархии Герлы.
16 ноября 1854 года архиепархия Фэгэраша была переименована в архиепархию Фэгэраша и Алба-Юлии.
5 июня 1930 года архиепархия Фэгэраша и Алба-Юлии уступила часть территории новоучреждённой епархии Марамуреша, а 29 мая 2014 года новоучреждённой епархии Василия Великого.

## Ординарии архиепархии
- епископ Teofil Seremi (1692—1697)
- епископ Atanasie Anghel Popa (1698—1713)
  - Sede Vacante (1713—1721)
- епископ Ioan Giurgiu Patachi, O.S.B.M. (15.06.1721 — † 29.10.1727)
  - Sede Vacante (1727—1730)
- епископ Ioan Inocenţiu Micu Klein, O.S.B.M. (11.09.1730 — 7.05.1751)
- епископ Petru Pavel Aron, O.S.B.M. (28.02.1752 — † 27.01.1764)
- епископ Atanasie Rednic, O.S.B.M. (22.04.1765 — † 2.05.1772)
- епископ Grigore Maior, O.S.B.M. (8.03.1773 — 22.09.1783)
- епископ Ioan Bob (15.12.1783 — † 2.10.1830)
  - Sede Vacante (1830—1833)
- епископ Ioan Lemeni (15.04.1833 — март 1850)
- архиепископ Alexandru Şterca Şuluţiu (17.02.1851 — † 7.09.1867)
- архиепископ Ioan Vancea (21.12.1868 — † 31.07.1892)
  - Sede Vacante (1892—1895)
- архиепископ Victor Mihali (18.03.1895 — † 21.01.1918)
- архиепископ Василе Сучу (9.08.1919 — † 25.01.1935)
- архиепископ Alexandru Nicolescu (29.08.1936 — † 5.06.1941)
  - Sede Vacante (1941—1990)
- кардинал Александру Тодя (14.03.1990 — 4.07.1994)
- кардинал Лучиан Мурешан (с 4.07.1994)